# 玫瑰瞳鈴眼
《玫瑰瞳鈴眼》1999年台視單元劇，主要描述女人受到感情創傷以及人世間的愛慾糾纏與男性的風流色情，1999年10月24日於台視首播。

## 開場白
- 紅色的玫瑰，是情人佔有的渴望；黃色的玫瑰，是愛人傷心的眼淚；白色的玫瑰，是棄婦悲苦的哀怨；紫色的玫瑰，是女人浪漫的期待；一朵朵盛開的玫瑰，代表著一個個神祕而美豔的女人；她們一雙雙勾魂攝魄的眼眸，隱藏著人世間最動人的故事。玫瑰園裡的女人，冷眼旁觀又迷失人生；那雙讓人震撼和感動的眼睛，我們稱之為「玫瑰瞳鈴眼」。
- 在女人與男人的傳奇裡，充滿了無所不在的愛慾糾纏與權力交迭，女人多刺又多情，征服男人，也等著讓男人征服，在天長地久的神話消逝，她們依然嫵媚，身上的刺足以讓人瞠目且驚魂，那一雙雙令人震撼而動人的眼睛我們稱之為「玫瑰瞳鈴眼」。

## 播出時間
| 頻道       | 所在地 | 播放日期       | 播出時間    | 備註 |
| ---------- | ------ | -------------- | ----------- | ---- |
| 台視電視台 | 臺灣   | 1999年10月24日 | 每週日22:00 |      |

## 外部連結
- 台娛百科上的相关条目：玫瑰瞳鈴眼
- 官方網站 （页面存档备份，存于）
- YouTube上的《玫瑰瞳鈴眼》播放列表

## 節目的變遷
| 臺灣 台視 每週日                              | 臺灣 台視 每週日                            | 臺灣 台視 每週日 |
| --------------------------------------------- | ------------------------------------------- | ---------------- |
|                                               | 玫瑰瞳鈴眼 （1999年10月24日-2003年1月26日） |                  |
| 藍色蜘蛛網 （1997年10月30日－1999年10月17日） | —                                           |                  |